# Ford Popular

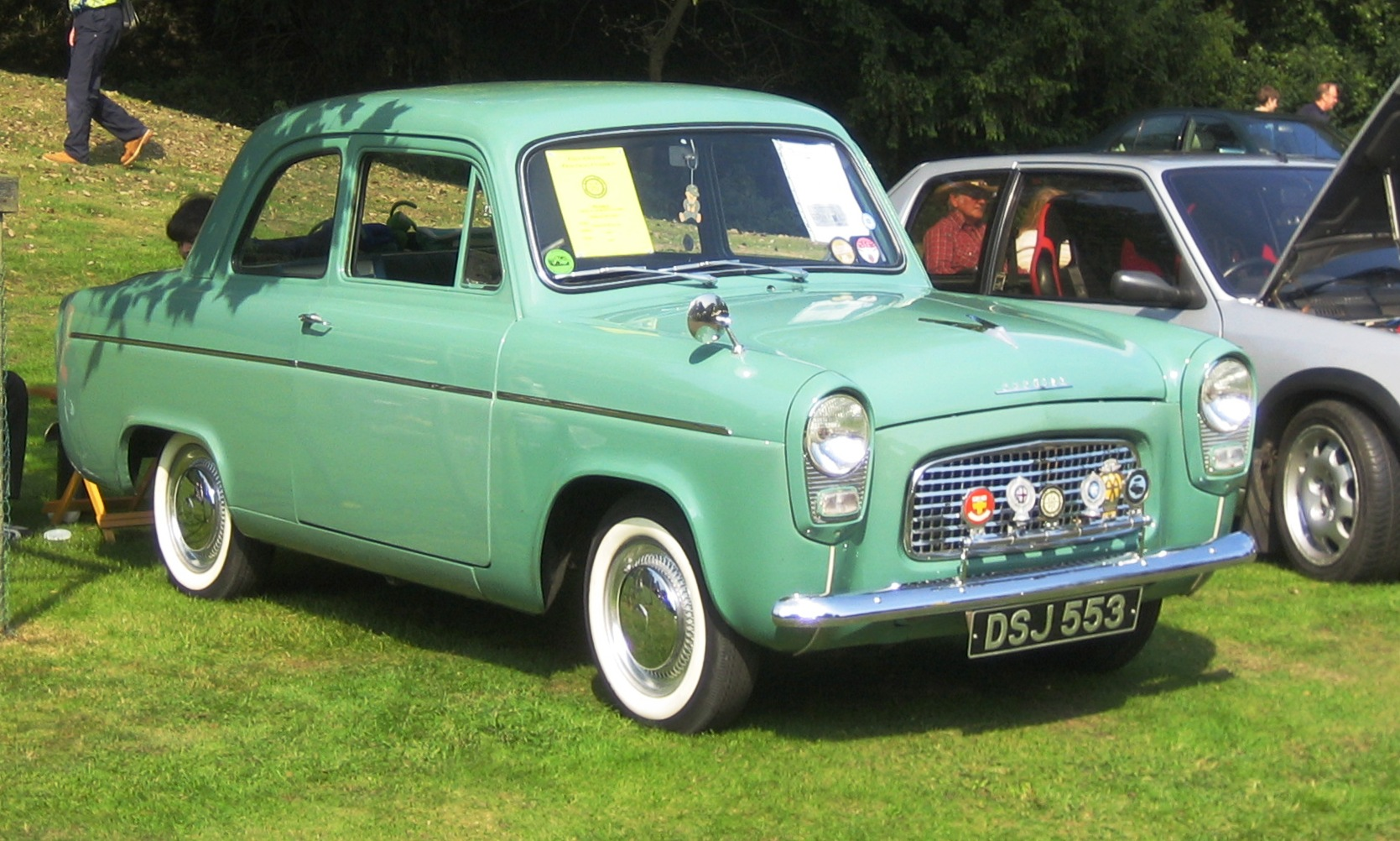
Ford Popular, 1959 (modelo 100E)

O Ford Popular foi um carro produzido pela Ford na Inglaterra entre 1953 e 1962. Quando foi lançado, era o carro britânico mais barato. O nome Popular foi usado pela Ford também para o modelo Y Type dos anos 30. Posteriormente também foi usado para modelos básico do Escort e Fiesta.